# Asandros
Asandros (tiếng Hy Lạp: Άσανδρoς, sống ở thế kỷ thứ 4 trước Công nguyên) là con trai của Philotas và là em trai của Parmenion. Vào năm 334 TCN, vua nước Macedonia là Alexandros Đại đế (336 TCN - 323 TCN) phong ông làm quan Tổng đốc của xứ Lydia và những phần khác thuộc tỉnh Spithridates, đồng thời giao cho ông quyền chỉ huy một đội quân đủ tinh nhuệ để duy trì uy thế của Đế quốc Macedonia. Vào đầu năm 328 trước Công nguyên, Asander và Nearchus kéo một toán lính đánh thuê người Hy Lạp đến yết kiến vua Alexandros Đại Đế tại Zariaspa. Sau khi vua Alexandros Đại Đế qua đời vào năm 323 trước Công Nguyên, Đế quốc Macedonia bị phân chia, Asander sáp nhận xứ Caria vào những vùng đất dưới quyền, sau đó quyền thống trị xứ Caria của ông đã được tướng Antipater thừa nhận. Thừa lệnh của Antipater, ông lâm chiến với Attalus và Alcetas (hai viên quan bè phái với Hộ quốc công Perdiccas), nhưng bị họ đánh bại. Vào năm 317 TCN, đương lúc Antigonos đang chinh chiến ở Ba Tư và Media, Asandros gia tăng uy quyền của mình ở Tiểu Á, và hoàn toàn trở thành một thành viên của liên minh được thiết lập bởi quan Chấp chính xứ Ai Cập là Ptolemaios và quan Chấp chính xứ Macedonia là Kassandros - chống lại Antigonos. Vào năm 315 trước Công nguyên, khi Antigonus bắt đầu gây chiến với liên minh, ông đã sai một cháu trai của mình là Ptolemaios kéo quân tới giải vây Amisus, và trục xuất khỏi Cappadocia quân đội mà cùng với nó Asander đã xâm chiếm nước này, nhưng như Asander được hỗ trợ bởi Patolemaios và Kassandros, ông duy trì mình cho đến năm 313 trước Công nguyên, khi Antigonos tự mình hành quân chống lại ông, và buộc ông phải ký kết một hiệp ước mà ông đã buộc phải trả lại toàn bộ quân đội của ông, để khôi phục tự do cho các thị trấn trên bờ biển Hy Lạp, để đổi lại ông có được Caria như là món quà của Antigonos, và để cho em trai của ông Agathon làm con tin. Nhưng sau một vài ngày Asander đã phá vỡ hiệp ước nhục nhã này: ông sắp đặt để có được em trai của mình thoát khỏi tay của Antigonos, và gửi đại sứ đến Ptolemaios và Seleukos để xin được trợ giúp. Antigonus bất bình trước hành vi này, ngay lập tức gửi một đội quân để khôi phục các thị trấn Hy Lạp tự do bằng vũ lực. Caria quá dường như đã bị chinh phục, và từ thời gian này Asandros sẽ biến mất khỏi lịch sử.